# ゾディアックボート

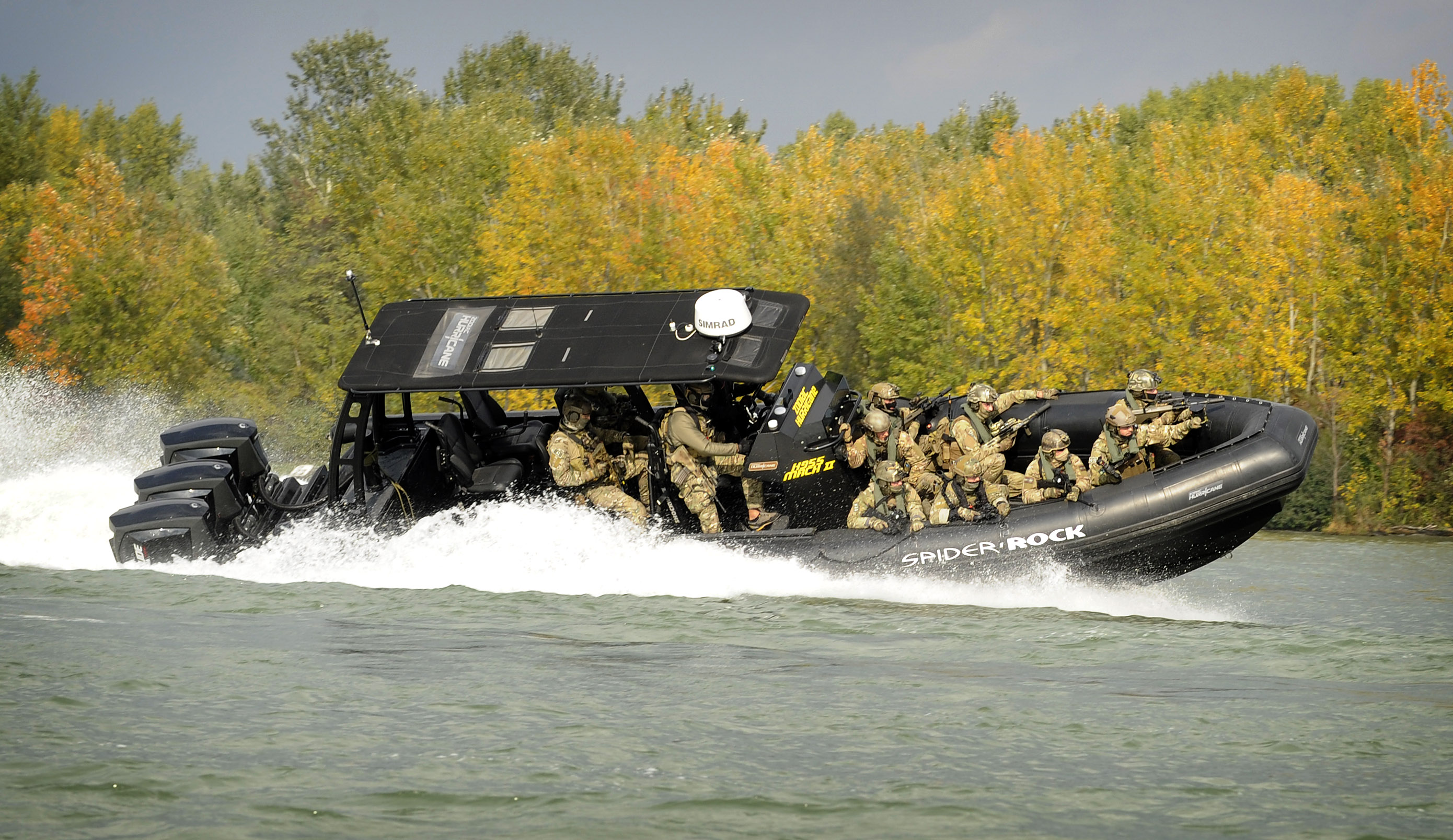
オーストリア軍のゾディアックボート

ゾディアックボート（英：Zodiac Boat）は、ゾディアック社が開発・販売しているインフレータブルボート・複合艇に対する通称。軍や民間で広く使われている。

## 概要
ゾディアックボートは信頼性が高く、救難や沖合に停泊する艦船からの特殊部隊の揚陸や水域に面する敵の軍事拠点などへの破壊工作などの軍用などにも使用される。特に船底を硬質素材とした複合艇（RHIB）は、単純なゴムボートに比して岩礁などでの傷にも強く、荒波に耐え高速を発揮するなど、世間一般のゴムボートのイメージとはかけ離れた高い能力を持つが、その分高価でもある。
自然環境下での運用性能の高さから、軍用のみならず海洋学・海洋生物学の野外研究にもしばしば用いられている。フランスの軍人でスキューバの発明者であり、海洋学者としても活躍したジャック＝イヴ・クストーが調査によく用いていたことから、クストーの製作した海洋ドキュメンタリーフィルムに頻繁に登場する。南極における極地性ペンギンの観察ツアーでは営巣地までの移動によく利用されて、外見と性能の両面で利用客を仰天させることがあるという。
また、ゾディアックボートは1939年にフランス軍に軍用ボートとして採用されてから、現在に至るまで世界各国の軍隊・政府機関に利用されているほか、各種レジャーなどに幅広く利用されている。

## 登場作品

### ゲーム
『コール オブ デューティシリーズ』
『CoD:MW2』
キャンペーン終盤に、シェパード達が乗って逃走する。ソープ達も放置してあったゾディアックを見つけて乗り込み、追跡する。
『CoD:MW3』
キャンペーン序盤に、主人公たちが敵から逃走するために使用する。
『CoD:BO2』
パナマ侵攻を元にしたミッションで登場し、主人公たちが海岸へ上陸する際に使われる。
『CoD:G』
連邦軍が使用する。

### 小説
『ピノキオ急襲』
ロシア海軍が送り込んだロボット兵士「ピノキオ」を回収するために、スペツナズを乗せて佐渡島に上陸する。
『遠い海から来たCOO』
フランス中央情報局SDECEの行動部（セルヴィス・ダクション）が小畑親子の住むパゴパゴ島に上陸する際に使用する。